# La bicicletta verde
La bicicletta verde (Wadjda) è un film del 2012 scritto e diretto da Haifaa Al-Mansour.

## Trama
Riyadh, Arabia Saudita. Wadjda è una bambina molto intelligente, simpatica, talvolta scapestrata, che ama divertirsi usando di nascosto la bicicletta del suo amico Abdullah. I due decidono di sfidarsi tra loro, ma c'è un problema: Wadjda non ha una bicicletta. Un giorno sulla strada per la scuola vede una bicicletta verde, nuova, ancora avvolta nel cellophane, trasportata sul tetto di una macchina. La segue fino ad arrivare nei pressi di un emporio in cui sarà messa in vendita; è allora che si pone l'obiettivo di comprarla. Chiede al proprietario, donandogli una compilation di canzoni su musicassetta a suggello della richiesta, di tenergliela da parte finché non avrà raccolto gli 800 riyal necessari per acquistarla.
Da quel giorno non perde occasione per mettere da parte piccole somme, vendendo braccialetti da lei stessa intrecciati e facendo piccoli favori alle sue compagne di scuola. Sua madre, così come i professori, trova sconveniente che Wadjda acquisti la bicicletta, ma ha altro di cui preoccuparsi. Lei è infatti sterile sin da quando nacque Wadjda, e ha intuito, benché lui lo neghi, che suo marito ha l'intenzione di sposarsi con una seconda moglie per poter finalmente avere un figlio maschio. La donna tenta quindi, mostrandosi disponibile e sensuale, di dissuadere il marito.
Nel frattempo, la scuola frequentata da Wadjda annuncia la gara annuale di conoscenza del Corano, il cui vincitore si aggiudicherà 1000 riyal. La bambina non si lascia sfuggire l'occasione e, lungi da qualunque motivazione spirituale, intraprende dure sessioni di studio con l'obiettivo di ottenere il denaro col quale comprare la bicicletta. La sua determinazione fa sì che, non senza grande impegno da parte sua, Wadjda raggiunga il primo posto al concorso. Al momento dei ringraziamenti, la preside le chiede a quale spesa destinerà i soldi, e la bambina confessa ingenuamente di voler comprare una bicicletta. L'intero pubblico è divertito dalle sue parole e la preside, indignata, le nega di ottenere il premio di 1000 riyal, devolvendolo in beneficenza alla causa palestinese.
Wadjda si è dovuta sottomettere alla chiusa mentalità del suo Paese, e sua madre ha fallito nel tentativo di rimanere l'unica donna dell'uomo che ama. Ma il finale del film mostra un barlume di speranza: la sera del matrimonio, Wadjda riceve in regalo dalla mamma la bicicletta verde che tanto desiderava, che nel contesto assurge a simbolo di ribellione. Le donne devono quindi sostenersi e collaborare per ottenere la giusta considerazione all'interno di una società fondamentalmente classista e maschilista. Il film termina con Wadjda che gira per la città in bici insieme al suo amico Abdullah.

## Riconoscimenti
- 2014 - BAFTA Award
  - Nomination Miglior film non in lingua inglese (Arabia Saudita)
- 2014 - Satellite Awards
  - Nomination Miglior film straniero (Arabia Saudita)